# Recinte Mundet

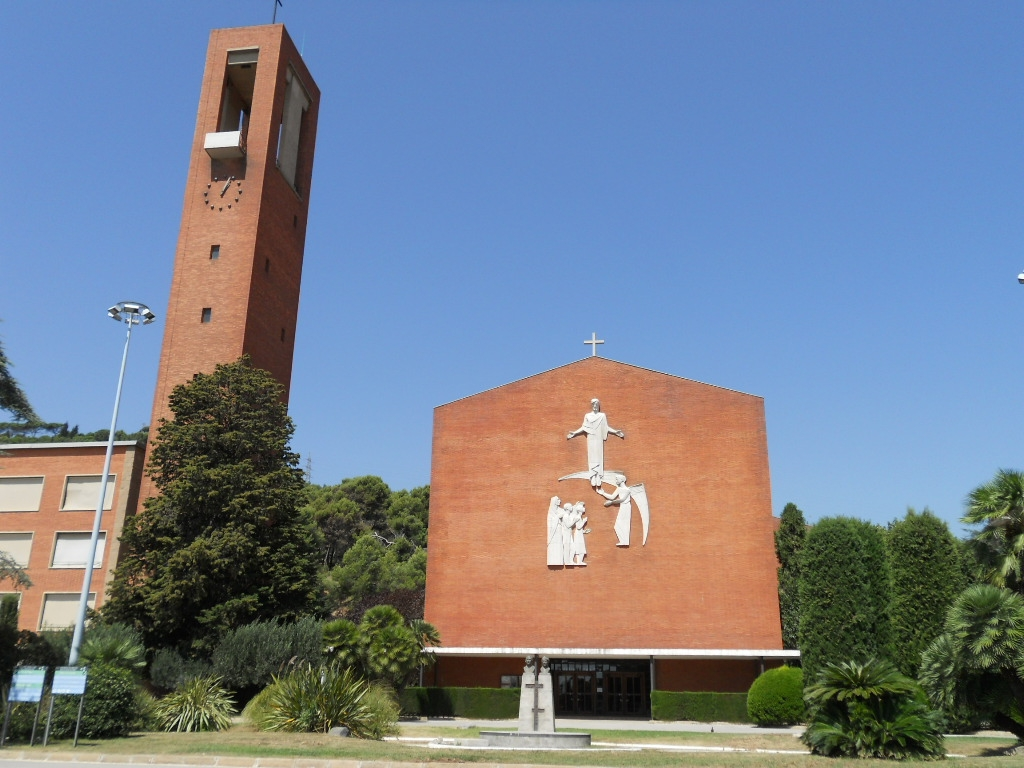
Església de les Llars Mundet

El Recinte Mundet (abans Llars Mundet) és un espai situat al barri de Montbau de Barcelona, als peus de Collserola, on es troben diverses facultats de la Universitat de Barcelona i diversos serveis educatius i socials de la Diputació de Barcelona. Té una superfície de 14,21 hectàrees, 6 de les quals són bosc i 60.868 m² construïts. A la vora s'hi troben el Velòdrom d'Horta i el Parc del Laberint d'Horta.

## Història
En els orígens medievals de la contrada, el terreny era predominat per les diverses dependències parroquials i municipals, amb protagonisme de les masies i de les cases senyorials que delimiten el Recinte o que s'hi han acabat integrant, com ara can Duran (on es va construir el palau de les Heures), can Tarrida, la torre dels Frares (on actualment es troba la Fundació Albà), la finca Pallós. Després de la Guerra Civil, l'actual edifici de Llevant va ser el camp de concentració de presoners d'Horta, que juntament amb el de Montjuïc i el del Poblenou, constituïen els tres camps de presoners que hi va haver a Barcelona en la postguerra.
El 1954, el president de la Diputació de Barcelona es lamentava de la necessitat de remodelació de la Casa de Caritat de la ciutat, que havia quedat obsoleta, i reflexionava sobre les dificultats per a la construcció d'un nou recinte. L'empresari empordanès Artur Mundet es va fer ressò d'aquesta demanda i, des de Mèxic, es va posar en contacte amb la institució per oferir una donació d'un milió de dòlars, 40 milions de pessetes de l'època, per a l'estudi i construcció d'unes noves instal·lacions a la Vall d'Hebron. Gràcies al seu patrocini, les Llars Anna Gironella de Mundet van ser inaugurades el 14 d'octubre del 1957 pel general Franco, amb un conjunt d'edificis moderns i ben preparats destinats a l'atenció d'orfes, ancians, necessitats i malalts, entre els quals hi havia una església. De l'atenció als interns se n'encarregaven les Filles de la Caritat, que ja venien fent-ho des del 1880 a l'antic emplaçament del Raval. Hi varen romandre fins al 1994.
A causa de la gran quantitat de gent que diàriament passa pel recinte, el 2011 es va inaugurar de forma oficial el nou nomenclàtor de les cinc vies principals del recinte, ja que fins llavors l'orientació dels vianants s'havia de fer mitjançant el nom dels edificis. Les cinc vies s'anomenen avinguda d'Artur Mundet, plaça d'Anna Gironella, plaça de Manuel Baldrich, carrer d'Olympe de Gouges i carrer d'Hipàtia d'Alexandria.

## Ecosistema
Durant els anys de Guerra Civil i la postguerra, la manca d'aliments i de combustible va fer que molts barcelonins anessin a Collserola a buscar llenya, una bona part de la qual consistia en soques de bruc i d'arboç. Després del conflicte, entre els anys 1941 i 1944 es varen plantar 80,6 hectàrees de pins, xiprers, cedres i altres coníferes. Amb la construcció de les Llars Anna Gironella de Mundet, entre els anys 1954 i 1957, es plantaren la majoria d'arbres de l'actual recinte.
Actualment no existeix flora silvestre, perquè són espècies que encara que puguin ser típiques de la serralada de Collserola, reben les atencions del servei de jardineria de la Diputació de Barcelona. A més, al campus hi trobem tant mostres de la vegetació pròpia de la zona, com arbres exòtics de terres llunyanes que es van portar al recinte durant la construcció del jardí romàntic del Palau de les Heures, de finals del segle xix, i durant la repoblació de l'arbreda en el moment de construcció de les Llars Mundet. La fauna del recinte està constituïda per una majoria d'espècies pròpies de la zona, juntament amb d'altres que hi han estat introduïdes, com és el cas de la cotorreta de pit gris.

## Campus Mundet

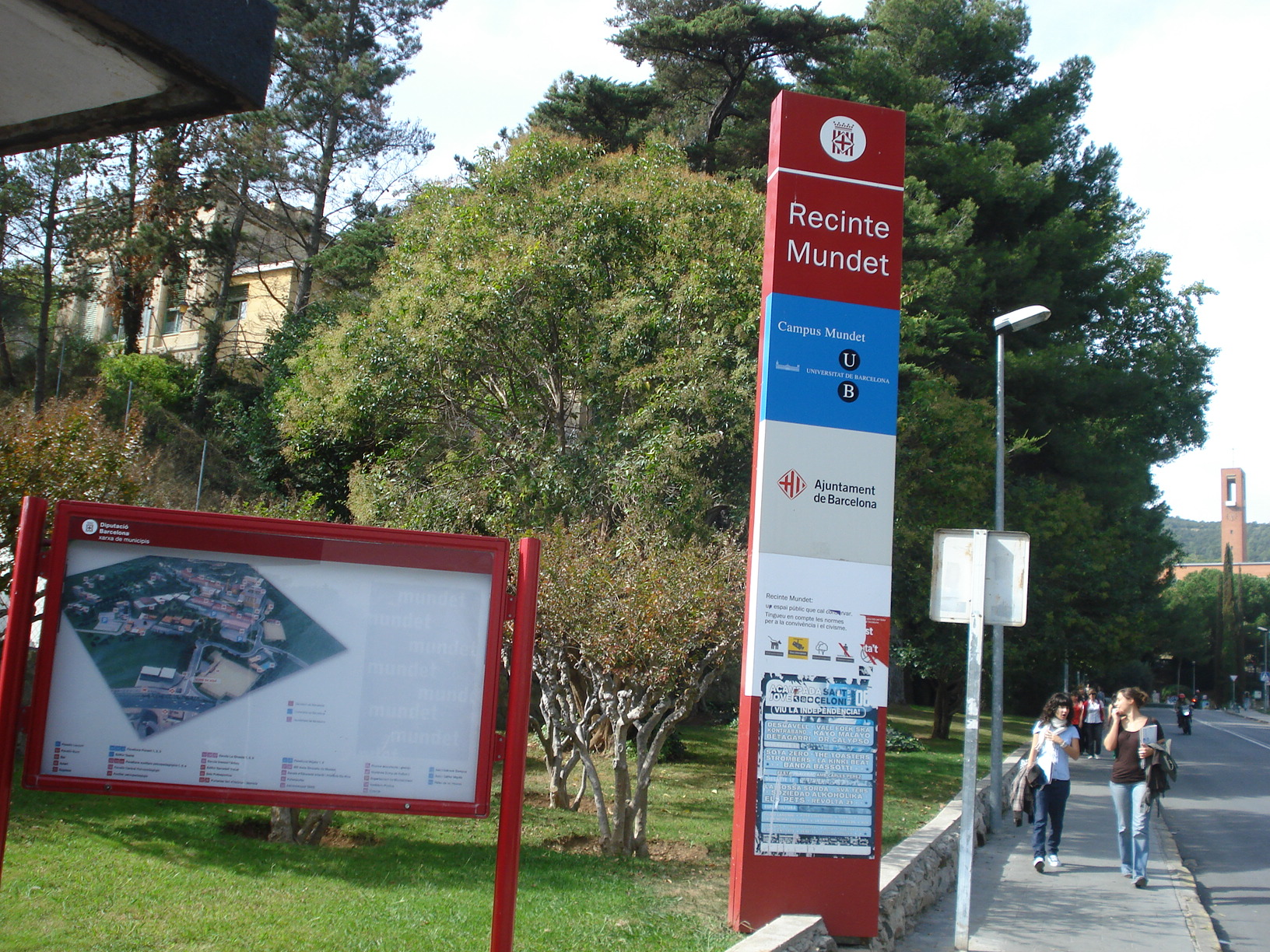
Entrada del Campus de Mundet

La Diputació de Barcelona ofereix serveis assistencials i sanitaris a les persones grans, i també té cura de centres escolars d'educació infantil, primària, secundària i especial. Aquesta funció educativa està transferida a l'Ajuntament de Barcelona, però és un servei que obre el Recinte Mundet a l'entorn, ja que ofereix places escolars als barris propers. També hi ha el Centre Esportiu Municipal Mundet, una instal·lació esportiva municipal que gestiona la Federació Catalana d'Esports per a Persones amb Discapacitat Intel·lectual (ACELL), a les quals els usuaris del campus tenen accés com a col·lectiu específic.
Des del 1995, el Campus Mundet acul les facultats de Psicologia i la Facultat d'Educació (que inclou els graus d'Educació Social, Mestre d'Educació Primària, Mestre d'Educació Infantil i Treball Social) de la Universitat de Barcelona, i també l'Institut de Ciències de l'Educació i l'Escola Superior d'Hoteleria i Turisme CETT-UB.
S'hi pot accedir en cotxe per la Ronda de Dalt, que passa per sota del passeig de la Vall d'Hebron, o en autobús i metro (estació de Mundet de la Línia 3). A més, hi ha un autobús gratuït que circula per dins del recinte.

### Edificis
- Edifici de Ponent: Facultat de Psicologia i Departaments de la Facultat de Psicologia, laboratoris, estabulari (edifici annex) i aules d'informàtica.
- Edifici de Migdia I: Facultat de Pedagogia, Facultat de Formació del Professorat, Institut de Ciències de l'Educació i laboratoris.
- Edifici de Migdia II: Aulari de Pedagogia.
- Edifici de Llevant: Biblioteca del Campus (àrees de l'Educació i Psicologia), bar i restaurant.
- Edifici del Teatre: Aula Magna i centre de Reprografia.
- Edifici de Calderes: Gimnàs.
- Palau de les Heures: Formació Continuada - Les Heures (Fundació Bosch Gimpera, UB)

### Facultats
- Facultat de Psicologia
- Facultat d'Educació[7]

### Centres adscrits
- Escola Superior d'Hoteleria i Turisme CETT-UB